# Jürgen Henze
Jürgen Henze (23 de junio de 1950) es un deportista de la RDA que compitió en piragüismo en la modalidad de eslalon. Es padre de los también piragüistas Frank y Stefan Henze.
Ganó una medalla de oro en el Campeonato Mundial de Piragüismo en Eslalon de 1975, en la prueba de C2 por equipos.

## Palmarés internacional
| Campeonato Mundial | Campeonato Mundial  | Campeonato Mundial | Campeonato Mundial |
| Año                | Lugar               | Medalla            | Competición        |
| ------------------ | ------------------- | ------------------ | ------------------ |
| 1975               | Skopie (Yugoslavia) | Medalla de oro     | C2 por equipos     |